# セビージャ・アトレティコ
セビージャ・アトレティコ（Sevilla Atlético Club）は、スペイン・アンダルシア州・セビリアを本拠地とするサッカークラブ。1958年創設。2016-17シーズンはセグンダ・ディビシオン（2部相当）に所属。7,000人収容のシウダ・デポルティーバ・ホセ・ラモン・シスネロス・パラシオスをホームスタジアムとしている。
プリメーラ・ディビシオン（1部）に所属するセビージャFCのリザーブチームである。リザーブチームであるため、トップチームと同じ階級のリーグには所属できない。さらに、コパ・デル・レイにエントリーすることができない。

## 歴史
1958年設立。すぐにテルセーラ・ディビシオン（当時3部相当）に到達し、1960-61シーズン、1961-62シーズンと2連覇。1962-63シーズンはセグンダ・ディビシオン（2部）に在籍した。1970年代前半にはディビシオネス・レヒオナレス（当時4部以下相当）まで落ち込むが、1975-76シーズン終了後にテルセーラに復帰した。1977年にセグンダ・ディビシオンB（現3部相当）が創設され、セビージャ・アトレティコはセグンダBとテルセーラを行き来した。1991年にはクラブ名称をセビージャ・アトレティコからセビージャFC Bに変更。1998-99シーズンはセグンダBで2位となったが、昇格プレーオフに敗れてセグンダ昇格を逃した。2003-04シーズンからは4シーズン続けてセグンダBで3位以内となったが、最初の3シーズンは昇格プレーオフで敗れた。2006年にはクラブ名称をセビージャ・アトレティコに戻した。2006-07シーズン終了後の昇格プレーオフではブルゴスCFと対戦し、セカンドレグにロロが決勝点を挙げて2試合合計1-0で勝利。40年以上ぶりにセグンダに昇格した。2007-08シーズンは9位となったが、2008年にはマノロ・ヒメネス監督がトップチーム監督に就任したため、2008-09シーズンは最下位でセグンダB降格となった。

## 名称の変遷
- 1958-1991 セビージャ・アトレティコ(Sevilla Atlético)
- 1991-2006 セビージャFC B(Sevilla FC B)
- 2006- セビージャ・アトレティコ(Sevilla Atlético)

## タイトル
- セグンダ・ディビシオンB 優勝 : 2回

2004–05, 2006-07
- テルセーラ・ディビシオン 優勝 : 9回

1960–61, 1961–62, 1980–81, 1982–83, 1983–84, 1985–86, 1986-87, 1991-1992, 2000-01

## 過去の成績
| シーズン | ディビジョン | 順位 |
| -------- | ------------ | ---- |
| 1958-59  | テルセーラ   | 4位  |
| 1959-60  | テルセーラ   | 2位  |
| 1960-61  | テルセーラ   | 1位  |
| 1961-62  | テルセーラ   | 1位  |
| 1962–63  | セグンダ     | 15位 |
| 1963-64  | テルセーラ   | 7位  |
| 1964-65  | テルセーラ   | 5位  |
| 1965-66  | テルセーラ   | 2位  |
| 1966-67  | テルセーラ   | 3位  |
| 1967-68  | テルセーラ   | 2位  |
| 1968-69  | テルセーラ   | 5位  |
| 1969-70  | テルセーラ   | 5位  |
| 1970-71  | テルセーラ   | 5位  |
| 1971-72  | テルセーラ   | 12位 |
| 1972-73  | テルセーラ   | 20位 |
| 1973-74  | レヒオナレス | —    |
| 1974-75  | レヒオナレス | —    |
| 1975-76  | レヒオナレス | —    |
| 1976-77  | テルセーラ   | 10位 |

| シーズン | ディビジョン | 順位 |
| -------- | ------------ | ---- |
| 1977–78  | セグンダB    | 13位 |
| 1978–79  | セグンダB    | 6位  |
| 1979–80  | セグンダB    | 18位 |
| 1980-81  | テルセーラ   | 1位  |
| 1981-82  | テルセーラ   | 3位  |
| 1982-83  | テルセーラ   | 1位  |
| 1983-84  | テルセーラ   | 1位  |
| 1984-85  | テルセーラ   | 3位  |
| 1985-86  | テルセーラ   | 1位  |
| 1986-87  | テルセーラ   | 1位  |
| 1987–88  | セグンダB    | 12位 |
| 1988–89  | セグンダB    | 2位  |
| 1989–90  | セグンダB    | 3位  |
| 1990–91  | セグンダB    | 18位 |
| 1991-92  | テルセーラ   | 1位  |
| 1992–93  | セグンダB    | 7位  |
| 1993–94  | セグンダB    | 14位 |
| 1994–95  | セグンダB    | 7位  |
| 1995–96  | セグンダB    | 7位  |

| シーズン | ディビジョン | 順位 |
| -------- | ------------ | ---- |
| 1996–97  | セグンダB    | 9位  |
| 1997–98  | セグンダB    | 11位 |
| 1998–99  | セグンダB    | 2位  |
| 1999–00  | セグンダB    | 19位 |
| 2000–01  | テルセーラ   | 1位  |
| 2001–02  | セグンダB    | 11位 |
| 2002–03  | セグンダB    | 10位 |
| 2003–04  | セグンダB    | 3位  |
| 2004–05  | セグンダB    | 1位  |
| 2005–06  | セグンダB    | 3位  |
| 2006–07  | セグンダB    | 1位  |
| 2007–08  | セグンダ     | 9位  |
| 2008–09  | セグンダ     | 22位 |
| 2009–10  | セグンダB    | 15位 |
| 2010–11  | セグンダB    | 2位  |
| 2011–12  | セグンダB    | 10位 |
| 2012–13  | セグンダB    | 14位 |
| 2013-14  | セグンダB    | 14位 |
| 2014-15  | セグンダB    | 14位 |

| シーズン | ディビジョン   | 順位 |
| -------- | -------------- | ---- |
| 2015-16  | セグンダB      | 3位  |
| 2016-17  | セグンダ       | 13位 |
| 2017-18  | セグンダ       | 22位 |
| 2018-19  | セグンダB      | 10位 |
| 2019-20  | セグンダB      | 9位  |
| 2020-21  | セグンダB      | 4位  |
| 2021-22  | プリメーラRFEF | 17位 |
| 2022-23  | セグンダRFEF   | 10位 |
| 2023-24  | セグンダRFEF   | 1位  |
| 2024-25  | プリメーラRFEF |      |

- 5シーズン - セグンダ・ディビシオン（2部）
- 2シーズン - プリメーラ・フェデラシオン (3部、2021年創設)
- 2シーズン - セグンダ・フェデラシオン (4部、2021年創設)
- 28シーズン - セグンダ・ディビシオンB（旧3部相当、1977年創設、2021年廃止）
- 24シーズン - テルセーラ・ディビシオン（旧4部相当、1977年までは3部相当）
- 3シーズン - ディビシオネス・レヒオナレス（5部以下相当、1977年までは4部以下相当）

## 歴代監督
- フランシスコ・アントゥネス 1968-1970

## 歴代所属選手
- ジョルディ ????-1993
- サルバ 1994-1995
- ローレン・エタメ・マイヤー 1996-1997
- フアン・ベラスコ 1996-1997
- フランシスコ・ガジャルド 1998-2000
- ホセ・アントニオ・レジェス 1999-2001
- ヘスス・ナバス 2002-2003
- セルヒオ・ラモス 2002-2003
- アントニオ・プエルタ 2002-2004
- マルコ・ナバス 2002-2005
- アベル・ゴメス・モレノ 2003-2004
- エリオ・ピント 2004-2005
- ケパ・ブランコ 2004-2005
- アントニオ・バラガン 2004-2005
- ディエゴ・カペル 2004-2007
- ブルーノ・イエロ・アリアス 2005-2006
- マルク・ファン・デン・ボーハールト 2005-2007
- 指宿洋史 2011-2013
- ホセ・マトス 2013-2018